# アンソスト
アンソスト（仏: Ansost）は、フランス南西部のオート＝ピレネー県に属するコミューン。住民はアンソストワ（ansostois）またはアンソストワーズ（ansostoise）と呼ばれている。

## 地理
県の北部に位置し、県都のタルブから北へ22km、小郡の中心地のラバンスタン＝ド＝ビゴールから北西へ6kmのところにある。広大な畑のなかに寄添うようにして住居群があり、いずれも茶色屋根をしている。最寄りの幹線道路は街から西へ5kmほど行ったところを通っているD935である。

## 行政
- 市長：セルジュ・デ＝プラ（Serge Dai-pra、2001年3月から）

## 人口の推移
| 1962年 | 1968年 | 1975年 | 1982年 | 1990年 | 1999年 | 2006年 | 2007年 |
| ------ | ------ | ------ | ------ | ------ | ------ | ------ | ------ |
| 59     | 70     | 68     | 59     | 75     | 62     | 55     | 57     |

INSEEより。